# Il paradiso non esiste
Il paradiso non esiste è un singolo della cantautrice italiana Emma, pubblicato il 29 aprile 2016 come quarto estratto dal quarto album in studio Adesso.

## Descrizione
Scritto dalla stessa Marrone insieme a Diego Mancino e Dardust, Il paradiso non esiste è stato presentato dalla cantante il 27 aprile 2016 attraverso un videocomunicato pubblicato sui social network, nel quale ha dichiarato:

## Video musicale
Il video, diretto da Luisa Carcavale, è stato pubblicato il 29 aprile 2016 attraverso il canale Vevo della cantante.

## Successo commerciale
Pur non essendo mai entrato nella classifica italiana dei singoli, il brano ha raggiunto la top 10 di quella inerenti ai passaggi radiofonici, risultando inoltre l'ottavo brano più ascoltato nella ventesima settimana del 2016.